# Echzell
Echzell är en kommun och ort i Wetteraukreis i Regierungsbezirk Darmstadt i förbundslandet Hessen i Tyskland.